# Верхозерье (Владимирская область)
Верхозерье — село в Меленковском районе Владимирской области России, входит в состав Ляховского сельского поселения.

## География
Село расположено на берегу Урвановского озера в 10 км на север от центра поселения села Ляхи и в 27 км на северо-восток от райцентра города Меленки.

## История
В писцовых книгах 1629–30 годов село Верхозерье значится старинной вотчиной Саввы Ивановича Мертвого, в селе была церковь во имя Святого Николая Чудотворца. В окладных книгах 1676 года в Верхозерье отмечена уже другая деревянная церковь в честь Казанской иконы Божьей Матери. В 1812 году церковь сгорела. Вместо неё в 1814 году началось строительство каменного храма. В 1821 году был отстроен и освящен придельный храм, настоящий же храм освящен в 1825 году. Престолов в храме два: главный — в честь Казанской иконы Божьей Матери, в приделе — во имя Святого Николая Чудотворца. В конце XIX века приход состоял из села Верхозерья и деревень: Старинок, Малютинки, Усада, в которых по клировым ведомостям числилось 1288 мужчин и 1415 женщин. В селе Верхозерье с 1872 года имелась земская народная школа.
В конце XIX — начале XX века село входило в состав Усадской волости Меленковского уезда. 
С 1929 года село являлось центром Верхозёрского сельсовета в составе Ляховского района. С 1963 года в составе Урвановского сельсовета Меленковского района Владимирской области. 

## Население
| 1859 | 1897 |
| ---- | ---- |
| 415  | 672  |

| 1859 | 1897 | 1905 | 1926  | 2002 | 2010 | 2021 |
| ---- | ---- | ---- | ----- | ---- | ---- | ---- |
| 415  | ↗672 | ↗871 | ↗1175 | ↘68  | ↘39  | ↗65  |

## Достопримечательности
В селе находится недействующая Церковь Казанской иконы Божией Матери (1825)